# Église Saint-Martin de Grand Îlet
Pour les articles homonymes, voir Église Saint-Martin.
L'église Saint-Martin de Grand Îlet est une église catholique de l'île de La Réunion, département d'outre-mer français dans le sud-ouest de l'océan Indien. Située dans le cirque naturel de Salazie et sur le territoire de la commune du même nom, elle constitue l'édifice le plus remarquable du village de Grand Îlet, un îlet des Hauts de La Réunion. De fait, l'église est classée aux Monuments historiques depuis le 19 décembre 1982, en totalité,.

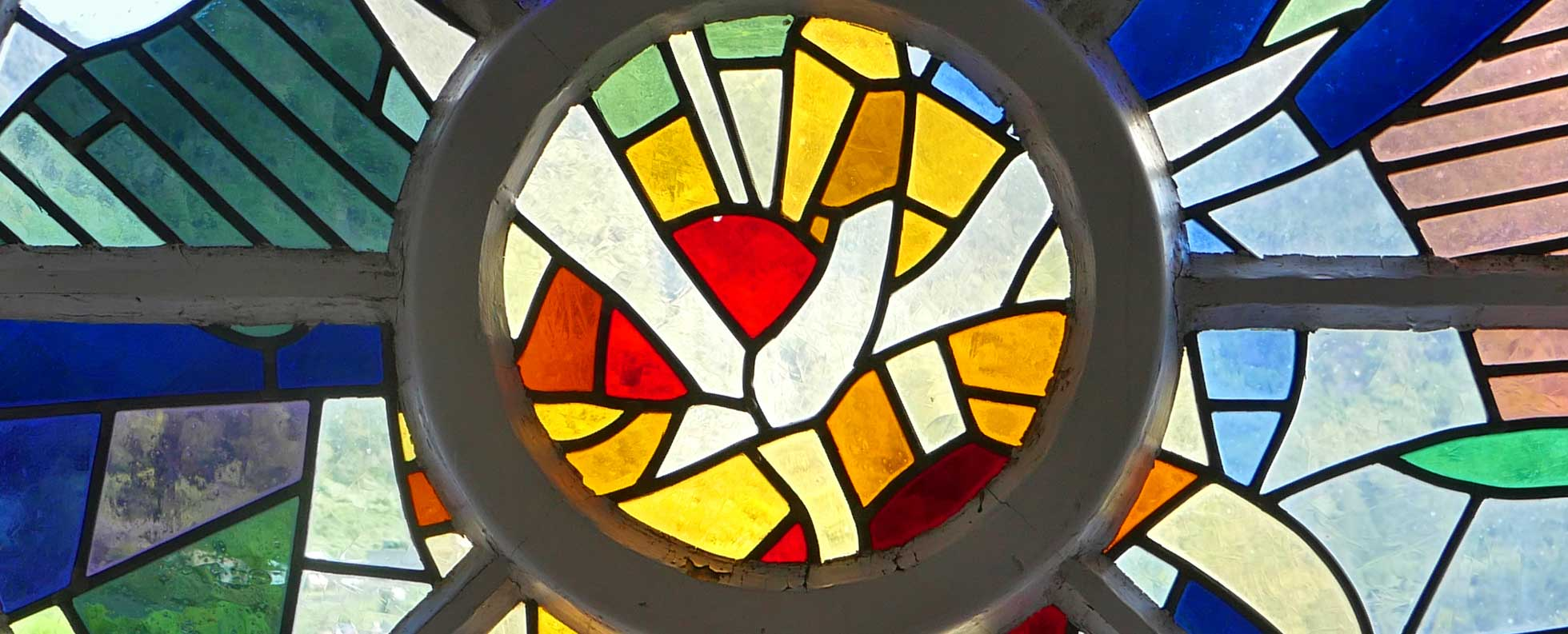

Les vitraux ont été réalisés par le maître verrier réunionnais Guy Lefèvre. Ils représentent saint Martin et saint Louis-Marie Grignon de Monfort, complétés par une rosace au-dessus de l’entrée au motif abstrait.